# Jan Klauza
Jan Klauza (ur. 24 czerwca 1946 w Zakrzewie) – polski specjalista w zakresie dendrologii i konserwacji terenów zielonych, specjalizujący się w leczeniu drzew pomnikowych, działacz społeczny.

## Życiorys
Urodził się 24 czerwca 1946 r. w Zakrzewie w domu Stanisława i Czesławy. Ukończył Technikum Terenów Zieleni w Radzyminie (1966). Absolwent Wyższej Szkoły Ekologii i Zarządzania w Warszawie (1999). W latach 1966–1970 pracował w Polskiej Akademii Nauk, w Zakładzie Doświadczalnym Instytutu Dendrologii. W latach 1970–1976 kierował Zakładem Zieleni Miejskiej w Kaliszu. Od 1976 prowadzi własną działalność gospodarczą – Zakład Budowy i Konserwacji Terenów Zieleni „Ogrobud”.
Prowadził prace lecznicze przy największych pomnikowych drzewach w Polsce (dęby Rogalińskie, dąb Bartek, platan w Dobrzycy). Jeden z pierwszych, który zastosował leczenie drzew pomnikowych za pomocą silnie antagonistycznego grzyba (Trichoderma harzianum).
Prywatnie jest żonaty z Anną z domu Ciachowską (od 1971 roku), z którą ma dwoje dzieci: Tomasza i Monikę. Dziadek sześciorga wnucząt. Interesuje się turystyką (zwiedził ponad 120 krajów), wędkarstwem i myślistwem.

### Działalność społeczna
Należy do Polskiego Związku Łowieckiego, Polskiego Związku Ogrodniczego, Międzynarodowego Towarzystwa Uprawy i Ochrony Drzew, Polskiego Towarzystwa Chirurgów Drzew. Od lat aktywnie działa w Bractwach Kurkowych. Pierwszy Zastępca Prezesa Zjednoczenia Kurkowych Bractw Strzeleckich Rzeczypospolitej Polskiej (2015–2018) w randze Starszego Generała, wiceprezes Zjednoczenia Kurkowych Bractw Strzeleckich RP 2013–2021, członek zarządu i Prezes Okręgu Centralnego Zjednoczenia Kurkowych Bractw Strzeleckich RP od 2001 r. Członek Zarządu Kaliskiego Bractwa Strzelców Kurkowych i Kurkowego Bractwa Strzeleckiego w Pleszewie. Twórca pierwszego prywatnego Muzeum Tradycji Bractw Kurkowych w Polsce mieszczącego się w Woli Książęcej.

## Nagrody i odznaczenia
- Złoty Krzyż Zasługi (2024)[10]
- Srebrny Krzyż Zasługi (2017)[11]
- Odznaka honorowa „Za zasługi dla województwa wielkopolskiego” (2016)
- Srebrny Medal „Za zasługi dla obronności kraju” (2015)
- Brązowy Krzyż Zasługi (2013)[12]
- Brązowy Medal „Za zasługi dla obronności kraju” (2011)
- Wpisany do księgi Stu Wybitnych Wielkopolan (2011)[13]
- Odznaka honorowa „Zasłużony dla Rolnictwa” (2000)
- Odznaka honorowa „Za Zasługi dla Ochrony Środowiska i Gospodarki Wodnej” (1992)

Zasłużony działacz Spółdzielczości, Rzemiosła, Polskiego Związku Ogrodniczego, Polskiego Związku Chirurgów Drzew (Diamentowa, Złota i Srebrna Honorowa Odznaka PTChD), Międzynarodowego Towarzystwa Ochrony i Uprawy Drzew. Zasłużony działacz bractw kurkowych: otrzymał Krzyż Rycerski, Krzyż Oficerski, Krzyż Kawalerski, Krzyż Kawalerski z Mieczami, Krzyż Wielki. Pasowany na Rycerza Zakonu św. Sebastiana.

## Publikacje
- Jan Klauza, Jak przesadzać drzewa starsze, Kluczbork: Zakład Poligraficzno-Papierniczy "Klucz-Druk", 2000, OCLC 831057627 [dostęp 2024-03-21] (pol.). Brak numerów stron w książce